# Tây Trạch
Tây Trạch là một xã thuộc huyện Bố Trạch, tỉnh Quảng Bình, Việt Nam.

## Địa lý
Xã Tây Trạch có vị trí địa lý:
- Phía đông và đông bắc giáp thị trấn Hoàn Lão
- Phía đông nam giáp xã Đại Trạch và xã Hòa Trạch
- Phía tây nam giáp thị trấn Nông trường Việt Trung
- Phía bắc giáp xã Vạn Trạch
- Phía tây bắc giáp xã Phú Định.

Xã Tây Trạch có diện tích 28,57 km², dân số năm 2019 là 5.250 người, mật độ dân số đạt 192 người/km².

## Hành chính
Xã Tây Trạch có 9 thôn, xóm được chia thành 3 thôn: Võ 1, Võ 2, Võ 3 và 6 xóm: Chùa, Cồn, Làng, Mít, Rẩy, Sỏi.